# Rick Rubin
Rick Rubin (eredetileg Frederick Jay Rubin) (Long Island, New York, 1963. március 10. –) nyolcszoros Grammy-díjas amerikai zenei producer.

## Életrajz
1984-ben egyetemistaként Russell Simmonsszal közösen megalapította a Def Jam Recordings zenei kiadót. Vitákat követően azonban 1986-ban létrehozta saját kiadóját, a Def American nevűt, amely 1993-ban az American Recordings nevet kapta. A Beastie Boys, LL Cool J és a Run–D.M.C. számára végzett produceri munkákkal nagy része volt a hiphop műfajának népszerűsítésében, de kiemelkedő sikereket ért el a hard rock és heavy metal műfajokban is.
Rubin világszerte az egyik legbefolyásosabb és legelismertebb producer hírében áll. Az mtv.com szerint „ő az elmúlt húsz év legfontosabb producere“.
2007 májusa óta a Sony Music Entertainment-csoporthoz tartozó Columbia Records kiadó társvezetője.
2007-ben és 2009-ben Grammy-díjban részesült Az év producere kategóriában, a Dixie Chicks, Michael Kranz, a Red Hot Chili Peppers, a U2, a Green Day és Johnny Cash számára végzett 2006-os munkája, valamint a Metallica, Neil Diamond, az Ours, Jakob Dylan és a Weezer számára készített 2008-as lemezek alapján.
2012-ben Adele 21 című albumáért producerként megnyerte harmadik Grammy-díját is Az év albuma kategóriában.

## Magyarul megjelent művei
- A kreatív folyamat. Az alkotás mint életmód; ford. Pék Zoltán; 21. Század, Budapest, 2023

## Diszkográfia (válogatás)
| - 1985: LL Cool J – Radio - 1986: Beastie Boys – Licensed to Ill - 1986: Slayer – Reign in Blood - 1987: The Cult – Electric - 1987: Public Enemy - Yo! Bum Rush the Show - 1988: Masters of Reality – Masters of Reality (The Blue Garden) - 1988: Danzig – Danzig - 1988: Public Enemy – It Takes a Nation of Millions to Hold Us Back - 1988: Slayer – South of Heaven - 1988: Danzig – Danzig II: Lucifuge - 1990: Trouble – Trouble - 1990: Slayer – Seasons in the Abyss - 1991: Red Hot Chili Peppers – Blood Sugar Sex Magik - 1992: Danzig – Danzig III: How the Gods Kill - 1994: Tom Petty – Wildflowers - 1994: Johnny Cash – American Recordings - 1995: AC/DC – Ballbreaker - 1995: Red Hot Chili Peppers – One Hot Minute - 1996: Donovan – Sutras - 1996: Johnny Cash – Unchained - 1998: System of a Down – System of a Down - 1999: Melanie C – Northern Star - 1999: Red Hot Chili Peppers – Californication - 2000: Rage Against the Machine – Renegades - 2000: Johnny Cash – American III: Solitary Man - 2001: System of a Down – Toxicity - 2001: American Head Charge – The War of Art - 2001: Nusrat Fateh Ali Khan – The Final Studio Recordings - 2002: Audioslave – Audioslave - 2002: Red Hot Chili Peppers – By the Way - 2002: System of a Down – Steal This Album! - 2002: Johnny Cash – American IV: The Man Comes Around | - 2003: The Mars Volta – De-Loused in the Comatorium - 2003: Jay-Z – The Black Album - 2004: Slipknot – Vol. 3: (The Subliminal Verses) - 2004: The (International) Noise Conspiracy – Armed Love - 2005: Weezer – Make Believe - 2005: Shakira – Fijación Oral Vol. 1 - 2005: Neil Diamond – 12 Songs - 2005: System of a Down – Mezmerize & Hypnotize - 2006: Red Hot Chili Peppers – Stadium Arcadium - 2006: Johnny Cash – American V: A Hundred Highways - 2006: Dixie Chicks – Taking the Long Way - 2006: Slayer – Christ Illusion - 2006: Justin Timberlake – (Another Song) All Over Again - 2007: Linkin Park – Minutes to Midnight - 2008: Neil Diamond – Home Before Dark - 2008: Jakob Dylan – Seeing Things - 2008: Metallica – Death Magnetic - 2008: Scars on Broadway – Scars on Broadway - 2009: Gossip - Music for Men - 2009: Slayer – World Painted Blood - 2010: Johnny Cash – American VI – Ain’t No Grave - 2010: Gogol Bordello – Trans-Continental Hustle - 2010: Linkin Park – A Thousand Suns - 2010: Kid Rock – Born Free - 2011: Red Hot Chili Peppers – I’m with You - 2011: Adele – 21 - 2011: Metallica - Beyond Magnetic - 2012: Linkin Park - Living Things - 2012: ZZ Top - La Futura - 2013: Black Sabbath - 13 - 2013: Lady Gaga - "Dope" |